# Старое кладбище (Уппсала)
Старое кладбище (швед. Uppsala gamla kyrkogård) — исторический некрополь в городе Уппсала, в Швеции.
Кладбище открыто в конце 1700-х годов.

## Кладбищенская часовня
На территории кладбища расположена кладбищенская часовня, построенная в 1884 году. На протяжении ста лет она использовалась для отпеваний, с 1973 года использовалась как склад, а позднее пустовала. В 2001 году она была передана приходу греческой старостильной церкви и освящена епископом Макариупольским Иоанном (Дёрло) в честь Успения Пресвятой Богородицы.

## Мемориальные захоронения
См. также Похороненные на Старом кладбище в Уппсале
Среди захороненных — премьер-министр Швеции Яльмар Хаммаршёльд (1862—1953), бывший генсен ООН Даг Хаммаршёльд (1905—1961), дипломат Бу Унден (1886—1974), историки Фредрик Карлсон (1811—1887), Харальд Хьерне (1848—1922), Оскар Алин (1846—1900), Эрик Гейер (1783—1847), Вильгельм Эрик Сведелиус (1816—1889), а также врачи, поэты, художники и другие деятели науки и искусства.